# Gouvernement Andreotti VI
 (septembre 2023).
Si vous disposez d'ouvrages ou d'articles de référence ou si vous connaissez des sites web de qualité traitant du thème abordé ici, merci de compléter l'article en donnant les références utiles à sa vérifiabilité et en les liant à la section « Notes et références ».
République italienne
De Mita Andreotti VII
Le gouvernement Andreotti VI (Governo Andreotti VI, en italien) est le gouvernement de la République italienne entre le 22 juin 1989 et le 29 mars 1991, durant la Xe législature du Parlement.

## Coalition et historique
Dirigé par l'ancien président du Conseil des ministres démocrate-chrétien Giulio Andreotti, il est soutenu par une coalition entre la Démocratie chrétienne (DC), le Parti socialiste italien (PSI), le Parti républicain italien (PRI), le Parti social-démocrate italien (PSDI) et le Parti libéral italien (PLI), qui disposent ensemble de 377 députés sur 630 à la Chambre des députés, soit 59,8 % des sièges, et de 185 sénateurs sur 322 au Sénat de la République, soit 57,5 % des sièges.
Il a été formé à la suite de la démission, le 19 mai 1989, du gouvernement de Ciriaco De Mita, soutenu par une coalition identique, et cède le pouvoir au gouvernement Andreotti VII, formé de la DC, du PSI, du PSDI et du PLI.

## Composition

### Initiale (12 avril 1991)
- Les nouveaux ministres sont indiqués en gras, ceux ayant changé d'attributions en italique.

| Poste                                                                  | Titulaire | Titulaire                                          | Parti |
| ---------------------------------------------------------------------- | --------- | -------------------------------------------------- | ----- |
| Président du Conseil des ministres                                     |           | Giulio Andreotti                                   | DC    |
| Vice-président du Conseil des ministres                                |           | Claudio Martelli                                   | PSI   |
| Ministres sans portefeuille                                            |           |                                                    |       |
| Ministre pour la Fonction publique                                     |           | Remo Gaspari                                       | DC    |
| Ministre pour la coordination des Politiques communautaires            |           | Pier Luigi Romita                                  | PSI   |
| Ministre pour les Interventions extraordinaires dans le Mezzogiorno    |           | Riccardo Misasi                                    | DC    |
| Ministre pour la coordination de la Protection civile                  |           | Vito Lattanzio                                     | DC    |
| Ministre pour les Affaires sociales                                    |           | Rosa Iervolino                                     | DC    |
| Ministre pour les Affaires régionales et les Problèmes institutionnels |           | Antonio Maccanico                                  | PRI   |
| Ministre pour les Problèmes des zones urbaines                         |           | Carmelo Conte                                      | PSI   |
| Ministre pour les Relations avec le Parlement                          |           | Egidio Sterpa                                      | PLI   |
| Ministres                                                              |           |                                                    |       |
| Ministre des Affaires étrangères                                       |           | Gianni De Michelis                                 | PSI   |
| Ministre de l'Intérieur                                                |           | Antonio Gava                                       | DC    |
| Ministre des Grâces et de la Justice                                   |           | Giuliano Vassalli                                  | PSI   |
| Ministre du Budget et de la Programmation économique                   |           | Paolo Cirino Pomicino                              | DC    |
| Ministre des Finances                                                  |           | Rino Formica                                       | PSI   |
| Ministre du Trésor                                                     |           | Guido Carli                                        | DC    |
| Ministre de la Défense                                                 |           | Mino Martinazzoli                                  | DC    |
| Ministre de l'Instruction publique                                     |           | Sergio Mattarella                                  | DC    |
| Ministre des Travaux publics                                           |           | Giovanni Prandini                                  | DC    |
| Ministre de l'Agriculture et des Forêts                                |           | Calogero Mannino                                   | DC    |
| Ministre des Transports                                                |           | Carlo Bernini                                      | DC    |
| Ministre des Postes et des Télécommunications                          |           | Oscar Mammì                                        | PRI   |
| Ministre de l'Industrie, du Commerce et de l'Artisanat                 |           | Adolfo Battaglia                                   | PRI   |
| Ministre de la Santé                                                   |           | Francesco De Lorenzo                               | PLI   |
| Ministre du Commerce extérieur                                         |           | Renato Ruggiero                                    | PSI   |
| Ministre de la Marine marchande                                        |           | Carlo Vizzini                                      | PSDI  |
| Ministre des Participations de l'État                                  |           | Carlo Fracanzani                                   | DC    |
| Ministre du Travail et de la Sécurité sociale                          |           | Carlo Donat-Cattin                                 | DC    |
| Ministre des Biens culturels                                           |           | Ferdinando Facchiano                               | PSDI  |
| Ministre du Tourisme et du Divertissement                              |           | Franco Carraro (jusqu'au 06/02/1990) Carlo Tognoli | PSI   |
| Ministre de l'Environnement                                            |           | Giorgio Ruffolo                                    | PSI   |
| Ministre de l'Enseignement supérieur et de la Recherche scientifique   |           | Antonio Ruberti                                    | PSI   |

### Remaniement du 27 juillet 1990
- Les nouveaux ministres sont indiqués en gras, ceux ayant changé d'attributions en italique.

| Poste                                                                  | Titulaire | Titulaire                                                              | Parti |
| ---------------------------------------------------------------------- | --------- | ---------------------------------------------------------------------- | ----- |
| Président du Conseil des ministres                                     |           | Giulio Andreotti                                                       | DC    |
| Vice-président du Conseil des ministres                                |           | Claudio Martelli                                                       | PSI   |
| Ministres sans portefeuille                                            |           |                                                                        |       |
| Ministre pour la Fonction publique                                     |           | Remo Gaspari                                                           | DC    |
| Ministre pour la coordination des Politiques communautaires            |           | Pier Luigi Romita                                                      | PSI   |
| Ministre pour les Interventions extraordinaires dans le Mezzogiorno    |           | Giovanni Marongiu                                                      | DC    |
| Ministre pour la coordination de la Protection civile                  |           | Vito Lattanzio                                                         | DC    |
| Ministre pour les Affaires sociales                                    |           | Rosa Iervolino                                                         | DC    |
| Ministre pour les Affaires régionales et les Problèmes institutionnels |           | Antonio Maccanico                                                      | PRI   |
| Ministre pour les Problèmes des zones urbaines                         |           | Carmelo Conte                                                          | PSI   |
| Ministre pour les Relations avec le Parlement                          |           | Egidio Sterpa                                                          | PLI   |
| Ministres                                                              |           |                                                                        |       |
| Ministre des Affaires étrangères                                       |           | Gianni De Michelis                                                     | PSI   |
| Ministre de l'Intérieur                                                |           | Antonio Gava (jusqu'au 16/10/1990) Vincenzo Scotti                     | DC    |
| Ministre des Grâces et de la Justice                                   |           | Giuliano Vassalli (jusqu'au 02/02/1991) Claudio Martelli (par intérim) | PSI   |
| Ministre du Budget et de la Programmation économique                   |           | Paolo Cirino Pomicino                                                  | DC    |
| Ministre des Finances                                                  |           | Rino Formica                                                           | PSI   |
| Ministre du Trésor                                                     |           | Guido Carli                                                            | DC    |
| Ministre de la Défense                                                 |           | Virginio Rognoni                                                       | DC    |
| Ministre de l'Instruction publique                                     |           | Gerardo Bianco                                                         | DC    |
| Ministre des Travaux publics                                           |           | Giovanni Prandini                                                      | DC    |
| Ministre de l'Agriculture et des Forêts                                |           | Vito Saccomandi                                                        | DC    |
| Ministre des Transports                                                |           | Carlo Bernini                                                          | DC    |
| Ministre des Postes et des Télécommunications                          |           | Oscar Mammì                                                            | PRI   |
| Ministre de l'Industrie, du Commerce et de l'Artisanat                 |           | Adolfo Battaglia                                                       | PRI   |
| Ministre de la Santé                                                   |           | Francesco De Lorenzo                                                   | PLI   |
| Ministre du Commerce extérieur                                         |           | Renato Ruggiero                                                        | PSI   |
| Ministre de la Marine marchande                                        |           | Carlo Vizzini                                                          | PSDI  |
| Ministre des Participations de l'État                                  |           | Franco Piga (décès le 26/12/1990) Giulio Andreotti (par intérim)       | DC    |
| Ministre du Travail et de la Sécurité sociale                          |           | Carlo Donat-Cattin (décès le 28/03/1991) Rosa Iervolino (par intérim)  | DC    |
| Ministre des Biens culturels                                           |           | Ferdinando Facchiano                                                   | PSDI  |
| Ministre du Tourisme et du Divertissement                              |           | Carlo Tognoli                                                          | PSI   |
| Ministre de l'Environnement                                            |           | Giorgio Ruffolo                                                        | PSI   |
| Ministre de l'Enseignement supérieur et de la Recherche scientifique   |           | Antonio Ruberti                                                        | PSI   |